# Южни и северни династии
Периодът на Южни и северни династии (на китайски: 南北朝, пинин: Nán-Běi Cháo) в китайската история обхваща годините от 386 до 589 г. Той следва бурния период на Шестнайсетте царства. Понякога се счита за по-късната част от по-дългия период на Шестте династии (220 – 589 г.). Макар това да са времена на гражданска война и политически хаос, изкуствата и културата процъфтяват, технологиите напредват, а даоизма и махаяна будизма се разпространяват. През този период се наблюдава мащабна миграция на хански китайци към земите южно от река Яндзъ. Той приключва с обединяването на цял Китай от император Ян Дзиен от династията Суй.
Северен Китай попада под контрола на клана Туоба с протомонголски сиенбейски произход и се разделя политически от китайската династия в Нанкин, макар културно да е свързан с нея. Владетелите на т.нар. Северна Уей са ревностни поддръжници на будизма – чужда религия, която се използва като теократична сила за идеологически и социален контрол на преобладаващо китайското население. На юг, обаче, конфуцианските интелектуалци се впускат в даоистки дебати помежду си.
Будистките скални релефи на Юнган са създадени по времето на Северна Уей и са украсени със скулптурни изображения по индийски образец. Ранният архаичен стил започва да се променя в резултат на зачестилите дипломатически контакти между Северен и Южен Китай, особено след поредица от реформи, въведени от император Сяоуън (управлявал 471 – 499 г.). Белязана от приемането на китайски език, костюми и политически институции, реформата в Северна Уей допринася в значителна степен за художественото и културното обединение на Китай през 6 век, което се проявява и в изобразителното изкуство, калиграфията, погребалните ритуали, декоративните изкуства и стила на пещерните храмове в Лунмън, Хънан.
Краят на периода на Южни и северните династии е белязан от началото на голям поток чуждестранни имигранти, повечето от които са търговци или будистки мисионери от Централна Азия. Някои се заселват в Китай и дори биват назначени на държавна работа. Те приемат китайския начин на живот, но поддържат социалните си традиции. До обединяването на Китай отново, страната вече е преминала през десетилетия на относителна политическа стабилност и обществена мобилност, а постоянната ѝ възприемчивост към външни влияния подготвя пътя за появата на една от най-славните епохи в китайската историята – династията Тан (618 – 907).
През периода на Южни и северни династии процесът на китаизация се ускорява сред некитайските пришълци на север и сред туземното население на юг. Този процес е придружаван от увеличаващата се популярност на будизма, който пристига в Китай през 1 век. Даоизмът също набира влияние, като два от най-главните му канона са съставени именно през този период. Напредват медицината, астрономията, математиката и картографията. По-ранното изобретение на стремената стимулира разработването на тежката кавалерия като стандарт в боя. Сред интелектуалците на периода се нарежда математикът и астроном Дзу Чунджъ (429 – 500).
| Южни и северни династии (386 – 589) | Южни и северни династии (386 – 589) | Южни и северни династии (386 – 589) | Южни и северни династии (386 – 589) |
| Северни династии                    | Северни династии                    | Южни династии                       | Южни династии                       |
| ----------------------------------- | ----------------------------------- | ----------------------------------- | ----------------------------------- |
| Северна Уей 386 – 535               | Северна Уей 386 – 535               | Лю Сун 420 – 479                    | Лю Сун 420 – 479                    |
| Северна Уей 386 – 535               | Северна Уей 386 – 535               | Южна Ци 479 – 502                   |                                     |
| Северна Уей 386 – 535               | Северна Уей 386 – 535               | Лян 502 – 557                       |                                     |
| Западна Уей 535 – 557               | Източна Уей 534 – 550               |                                     |                                     |
| Северна Джоу 557 – 581              | Северна Ци 550 – 577                | Чън 557 – 589                       | Западна Лян 555 – 587               |

- Приблизителни територии на Северна Уей (синьо) и Лю Сун (червено) към 440 г.
- Южните и северните династии към 560 г.